# 鍋屋上野町
鍋屋上野町（なべやうえのちょう）は、愛知県名古屋市千種区の地名。

## 地理
千種区鍋屋上野町は区北部にあり、町域は主に字北山、字汁谷、字東脇の3か所に分かれる。字汁谷は茶屋ケ坂公園・茶屋ケ坂池などが所在する地域であり、東は希望ケ丘、西は赤坂町、南は霞ケ丘、北は揚羽町にそれぞれ接する。また、字東脇の東は天満通、西は上野、南北は下方町にそれぞれ接している。

## 歴史

### 町名の由来
台地の上の意で上野と呼ばれ、鋳物師頭の水野太郎左衛門の祖先が住み着いたため鍋屋上野になった説や、春日井郡や丹羽郡にあった上野村と区別するために鍋屋を付けた説がある。

### 沿革
- 1889年（明治22年）10月1日 - 西春日井郡鍋屋上野村が合併に伴い、従来の領域を愛知郡鍋屋上野村大字鍋屋上野とする[3]。また、同時に旧千種村の範囲を大字千種とした[3]。
- 1906年（明治39年）5月10日 - 合併に伴い、愛知郡東山村大字鍋屋上野となる[3]。
- 1921年（大正10年）8月22日 - 名古屋市編入に伴い、同市東区鍋屋上野町となる[3]。
- 1935年（昭和10年）10月1日 - 一部が萱場町に編入される[4]。
- 1937年（昭和12年）10月1日 - 千種区編入に伴い、同区鍋屋上野町となる[3]。
- 1939年（昭和14年）5月1日 - 一部が萱場町に編入される[4]。
- 1942年（昭和17年）9月20日 - 東区矢田町の一部を編入する[3]。
- 1943年（昭和18年）2月20日 - 一部が上野町・下方町・天満通・金森町・茶屋坂通・赤坂町に編入される[4][3]。
- 1944年（昭和19年）2月11日 - 千種区鍋屋上野町の一部により、東区鍋屋上野町が成立する[5]。
- 1946年（昭和21年）4月15日 - 東区鍋屋上野町の一部を千種区へ編入する[3]。
- 1959年（昭和34年）2月20日 - 千種区鍋屋上野町の一部が同区月ケ丘・南ケ丘・霞ケ丘・希望ケ丘・下方町に編入される[3][4]。
- 1960年（昭和35年）3月20日 - 千種区鍋屋上野町の一部が同区揚羽町・富士見台・御影町に編入される[3]。
- 1964年（昭和39年）1月10日 - 千種区鍋屋上野町の一部が同区霞ケ丘に編入される[3]。
- 1966年（昭和41年）4月20日 - 千種区鍋屋上野町の一部が同区汁谷町に編入される[3]。
- 1980年（昭和55年）11月23日 - 千種区鍋屋上野町の一部が同区萱場二丁目・北千種二丁目・清明山一丁目・清明山二丁目・上野一丁目・上野二丁目に[6][4]、東区鍋屋上野町の一部が同区清明山二丁目に編入される[5]。
- 1981年（昭和56年）10月25日 - 東区鍋屋上野町に千種区猪高町大字猪子石の一部が編入される[5]。また、東区鍋屋上野町の一部が千種区千代田橋一丁目・鍋屋上野町に編入される[3][7]。千種区千代田橋二丁目には千種区鍋屋上野町の一部が編入される[7]。
- 1984年（昭和59年）
  - 1月15日 - 千種区鍋屋上野町および東区鍋屋上野町の各一部が東区前浪町に編入される[5]。また、東区鍋屋上野町の一部が東区大幸南一丁目および同大幸南二丁目にそれぞれ編入される[5]。
  - 10月22日 - 東区砂田橋一丁目・同砂田橋二丁目・同砂田橋三丁目・同砂田橋四丁目・同砂田橋五丁目に東区鍋屋上野町の一部がそれぞれ編入される[5]。また、千種区鍋屋上野町の一部が東区砂田橋一丁目・同砂田橋五丁目にそれぞれ編入される[5]。
- 1988年（昭和63年）11月20日 - 千種区鍋屋上野町の一部が東区砂田橋五丁目に編入される[5]。東区鍋屋上野町は千種区宮の腰町となり廃止される[5]。
  - このほか、谷口町・宮の腰町・光が丘一丁目・光が丘二丁目・千代田橋二丁目・竹越一丁目・竹越二丁目・宮根台一丁目・宮根台二丁目・千代が丘にそれぞれ編入されている[3]。

### 字一覧
1932年（昭和7年）発行『明治十五年愛知県郡町村字名調』による西春日井郡鍋屋上野村の字一覧。
- 萱場（かやば）[8]
- 柳原（やぎはら）[8]
- 柳下（やぎした）[8]
- 池田（いけた）[8]
- 楠ノ木（くすのき）[8]
- 戌亥（いぬい）[8]
- 土居下（どいした）[8]
- セイナ[8]
- 清明山（せいめいやま）[8]
- 西脇（にしわき）[8]
- 東脇（ひがしわき）[8]
- 谷口（たにくち）[8]
- 谷先（たにさき）[8]
- 西浪（にしなみ）[8]
- 前浪（まえなみ）[8]
- 中川（なかかわ）[8]
- 中小路（なかこうじ）[8]
- 梨之木（なしのき）[8]
- 出口（でぐち）[8]
- 半之木（はんのき）[8]
- 土橋（つちはし）[8]
- 石田（いしだ）[8]
- 井（い）ノ口（くち）[8]
- 不動（ふどう）[8]
- 出池（でぐち）[8]
- 東裏（ひがしうら）[8]
- 宮（みや）ノ腰（こし）[8]
- 宮（みや）ノ本（もと）[8]
- 道上（どうじょう）[8]
- 江ヶ山（えげやま）[8]
- 天神前（てんじんまえ）[8]
- 七々長（ななおさ）[8]
- 西ヶ尻（にしがしり）[8]
- 振甫（しんぽ）[8]
- 前田（まえだ）[8]
- 松坂（まつざか）[8]
- 前谷（まえだに）[8]
- 南山（みなみやま）[8]
- 赤坂（あかさか）[8]
- 北山（きたやま）[8]
- 汁谷（しるたに）[8]
- 東山（ひがしやま）[8]

## 学区
| 字   | 小学校                   | 中学校                 | 高等学校 |
| ---- | ------------------------ | ---------------------- | -------- |
| 北山 | 名古屋市立富士見台小学校 | 名古屋市立千種台中学校 | 尾張学区 |
| 汁谷 | 名古屋市立富士見台小学校 | 名古屋市立千種台中学校 | 尾張学区 |
| 東脇 | 名古屋市立上野小学校     | 名古屋市立振甫中学校   | 尾張学区 |

## 施設
- 茶屋ケ坂公園（字汁谷）

1990年（平成2年）4月1日供用開始。
- 茶屋ヶ坂池（字汁谷）
- 特別養護老人ホーム藤美苑（字北山）
- サーバス茶屋ヶ坂公園（字北山）

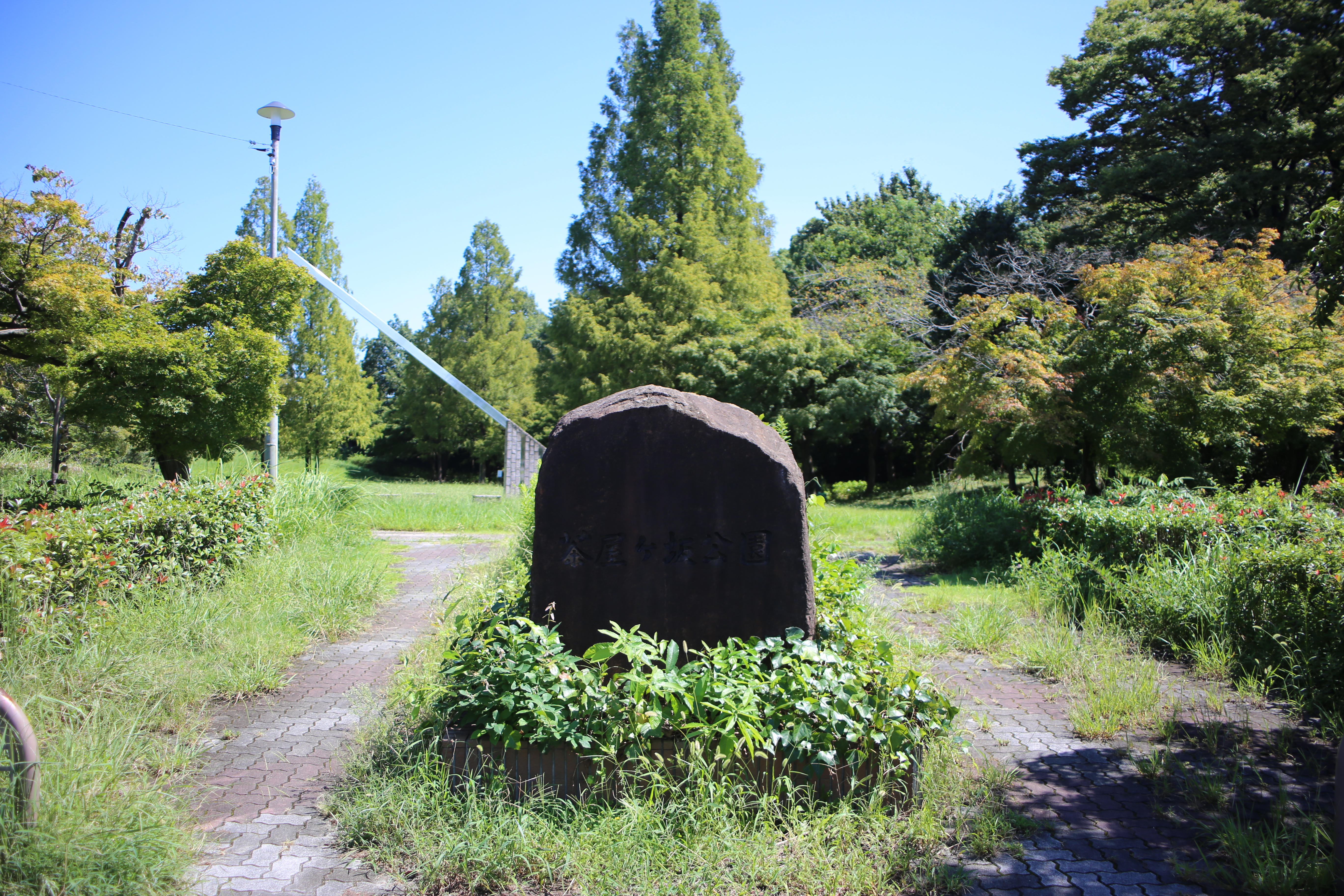
茶屋ヶ坂公園
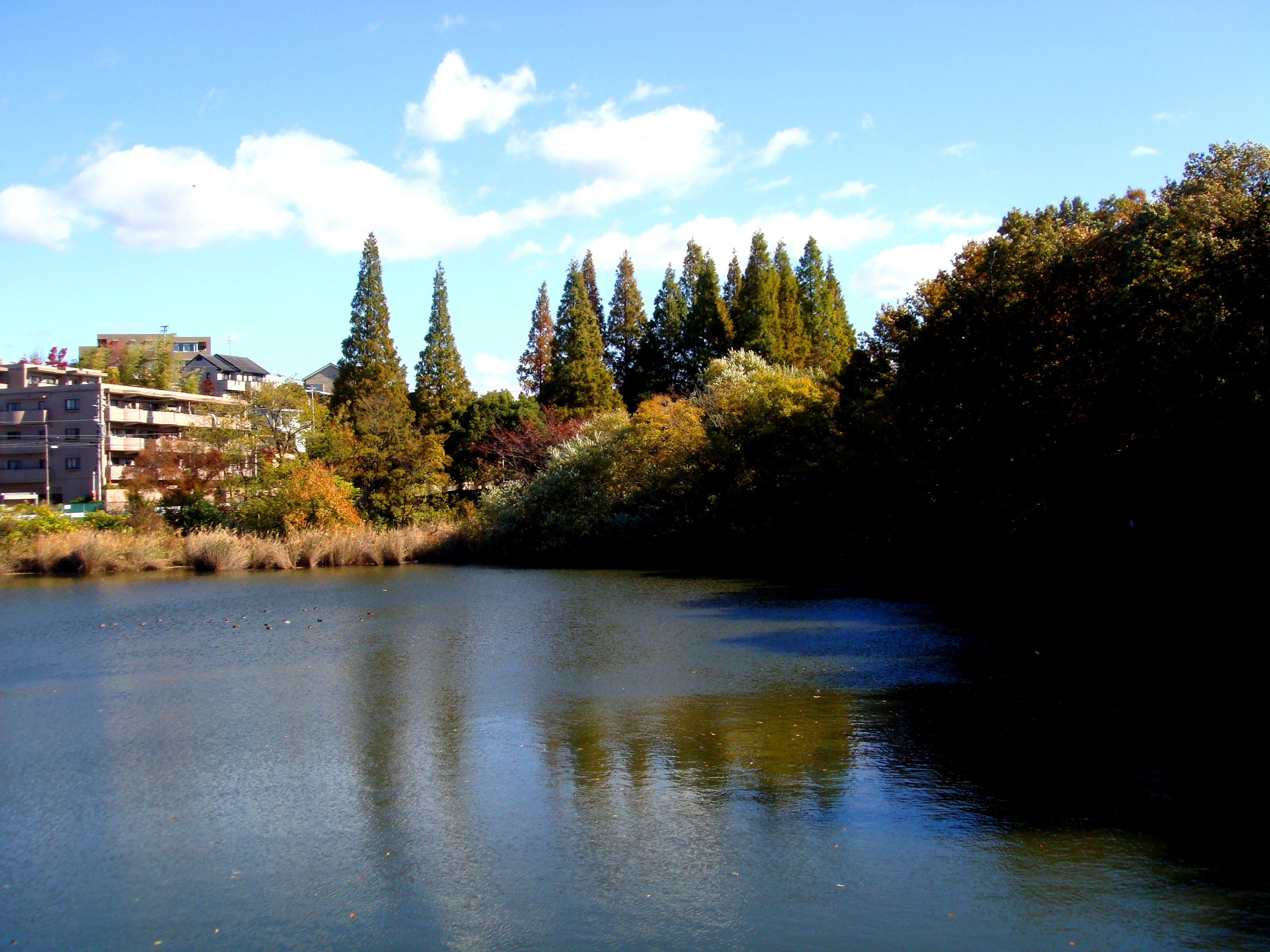
茶屋ヶ坂池
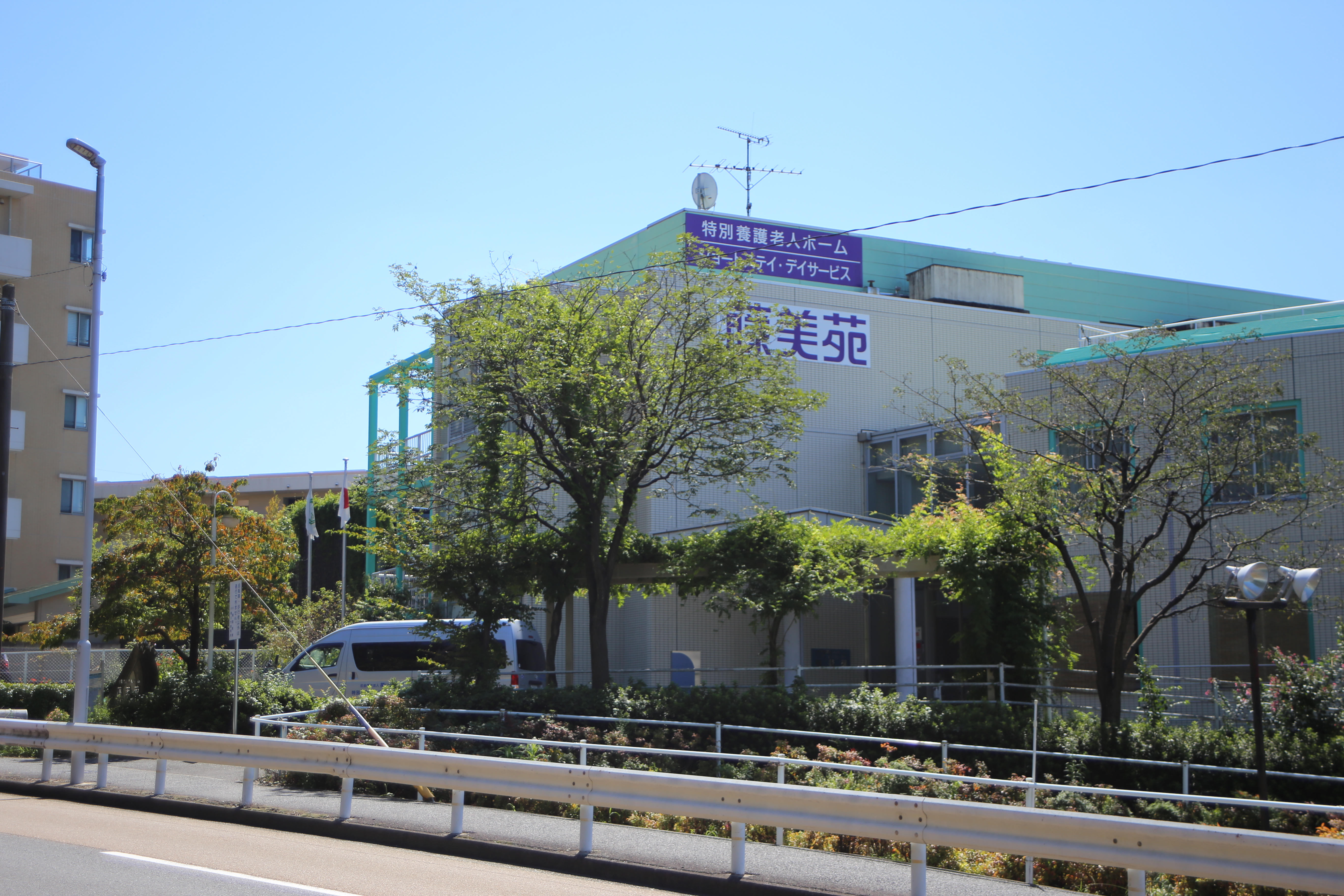
藤美苑

### WEB
1. ↑  “町・丁目(大字)別、年齢(10歳階級)別公簿人口(全市・区別)”.   名古屋市 (2019年1月23日). 2019年1月23日閲覧。
2. ↑  “郵便番号検索 愛知県名古屋市千種区の郵便番号一覧”.   日本郵便. 2019年10月4日閲覧。
3. ↑  “市外局番の一覧”.   総務省. 2019年1月6日閲覧。
4. 1 2 3 4  “市立小・中学校の通学区域一覧”.   名古屋市 (2018年11月10日). 2019年10月12日閲覧。
5. ↑  “都市公園の名称、位置及び区域並びに供用開始の期日” (2019年5月1日). 2019年11月3日閲覧。

### 文献
1. 1 2  「角川日本地名大辞典」編纂委員会 1989, p. 1469.
2. ↑  名古屋市計画局 1992, p. 114.
3. 1 2 3 4 5 6 7 8 9 10 11 12 13 14  名古屋市計画局 1992, p. 729.
4. 1 2 3 4 5  名古屋市計画局 1992, p. 728.
5. 1 2 3 4 5 6 7 8 9  名古屋市計画局 1992, p. 743.
6. ↑  名古屋市計画局 1992, p. 727.
7. 1 2  名古屋市計画局 1992, p. 730.
8. 1 2 3 4 5 6 7 8 9 10 11 12 13 14 15 16 17 18 19 20 21 22 23 24 25 26 27 28 29 30 31 32 33 34 35 36 37 38 39 40 41 42  名古屋市計画局 1992, p. 911.